# امیرآباد پایین (جیرفت)
امیرآباد پایین روستایی در دهستان حسین‌آباد بخش اسماعیلی شهرستان جیرفت استان کرمان ایران است.

## جمعیت
بر پایه سرشماری عمومی نفوس و مسکن در سال ۱۳۹۵ جمعیت این مکان ۲۰۲ نفر (۶۷خانوار) بوده‌است.